# Descort
El descort és un gènere dins de la poesia trobadoresca que es caracteritza per tenir en cada una de les estrofes una mètrica diferent. D'aquí en ve el nom descort, que significa "desacord, manca de concordança". El fet que cada estrofa tingui una mètrica diferent implica també que havien de tenir una música diferent; això suposa més virtuosisme per part del trobador.
Es conserven una trentena de descorts de la lírica trobadoresca. N'hi ha bastants d'anònims, però també n'hi ha tres de Cerverí de Girona i altres tres de Guillem Augier Novella; altres són d'Elias de Barjols, Guiraut de Calanson, Elias Cairel, Pons de Capduelh, Giraut de Salanhac, Guilhem de la Tor, etc.
Segons la seva vida, el primer descort l'hauria escrit Garin d'Apchier. La vida en dona els dos primers versos, però aquesta poesia no s'ha conservat.
Algunes peces han estat intitulades descort sense ser-ho estrictament. Entre elles, el famós descort plurilingüe de Raimbaut de Vaqueiras, on la diferència entre les estrofes consisteix que estan escrites en diferents llengües i no pas en la mètrica.